# Skąpa
Skąpa (prononciation [ˈskɔmpa]) est un village de la gmina de Strzelce Wielkie, du powiat de Pajęczno, dans la voïvodie de Łódź, situé dans le centre de la Pologne.
Il se situe à environ 3 kilomètres au nord de Strzelce Wielkie (siège de la gmina), 10 kilomètres à l'est de Pajęczno (siège du powiat) et 73 kilomètres au sud de Łódź (capitale de la voïvodie).
Le village compte approximativement une population de 200 habitants en 2006.

## Administration
De 1975 à 1998, le village était attaché administrativement à l'ancienne voïvodie de Częstochowa.

Depuis 1999, il fait partie de la nouvelle voïvodie de Łódź.